# Sainte-Élizabeth-de-Warwick
Sainte-Élizabeth-de-Warwick es un municipio canadiense situado en la provincia de Quebec.

## Superficie
Sainte-Élizabeth-de-Warwick tiene una superficie de 51,87 km².

## Demografía
En 2021, tenía 383 habitantes, una densidad poblacional de 7,4 hab./km², y 151 viviendas.